# Pedro Pablo Velasco
Pedro Pablo Velasco Arboleda (Esmeraldas, Ecuador, 29 de junio de 1993) es un futbolista ecuatoriano. Juega de lateral por derecha y su equipo actual es Orense Sporting Club de la Serie A de Ecuador.
Fue internacional absoluto con la selección de fútbol de Ecuador.

## Trayectoria
Se formó en las divisiones menores del Club Deportivo Caribe Junior desde el año 2007 donde mostró un gran nivel llamando la atención de varios clubes de Primera División. 
A mediados de 2009 es traspasado a Deportivo Quito donde tuvo un gran desempeño en sus divisiones menores jugando 28 partidos anotando 11 goles, lo que le llevó a ser tomado en cuenta en el plantel principal.
En 2010 debuta en primera división de la mano de Rubén Darío Insúa, en el 2011 consigue con Deportivo Quito su primer título nacional.
Para el 2012 mantuvo un nivel regular pese a eso fue fichado en 2013 por el Barcelona de Guayaquil, debutando de manera oficial con Barcelona el 10 de marzo en la victoria 1-0 sobre Macará. El 23 de junio marca su primer gol de manera oficial con Barcelona en la victoria 3-1 ante Liga de Loja, siendo Velasco el autor del primer gol para Barcelona. A la siguiente fecha volvió a anotar pero esta vez frente a Deportivo Quevedo.

## Selección nacional

### Categorías inferiores
Ha sido parte de las categorías menores de la selección de Ecuador. En 2011 fue parte del Sudamericano Sub-20 realizado en Perú donde Ecuador terminó en cuarto lugar clasificando al Mundial Sub-20 de 2011 llevado a cabo en Colombia donde Ecuador tuvo una grata actuación llegando hasta octavos de final y siendo eliminada por Francia.
En 2013 volvió a ser parte de la Selección Sub-20 de Ecuador jugando el Sudamericano Sub-20 en Argentina, donde Ecuador no tuvo un gran desempeño quedando sexto lugar y quedándose fuera del Mundial de Turquía.

#### Participaciones en Sudamericanos
| Campeonato                  | Sede      | Resultado   | Partidos | Goles |
| --------------------------- | --------- | ----------- | -------- | ----- |
| Sudamericano Sub-20 de 2013 | Argentina | Sexto lugar | 5        | 0     |

### Selección absoluta
El 22 de agosto es convocado por Gustavo Quinteros para jugar los partidos ante Brasil y Perú correspondiente a las eliminatorias por Rusia 2018.
Formó parte de la convocatoria del director técnico Hernán Darío Gómez para disputar la Copa América 2019 donde jugó tres encuentros, el primero de ellos entrando desde el banquillo.

#### Participaciones en eliminatorias
| Eliminatorias      | Sede            | Resultado    | Partidos | Goles |
| ------------------ | --------------- | ------------ | -------- | ----- |
| Eliminatorias 2018 | América del Sur | No clasificó | 3        | 0     |

#### Participaciones en Copa América
| Copa              | Sede   | Resultado      | Partidos | Goles |
| ----------------- | ------ | -------------- | -------- | ----- |
| Copa América 2019 | Brasil | Fase de grupos | 3        | 0     |

### Partidos internacionales
Actualizado al último partido jugado el 1 de febrero de 2022.
| \| N.° \| Fecha \| Ciudad \| Rival \| Resultado \| Resultado \| Competencia \| \| --- \| ----------------------- \| -------------- \| ----------------- \| --------- \| --------- \| ----------------------------------- \| \| 1. \| 8 de junio de 2017 \| Boca Ratón \| Venezuela \| 1-1 \| Empate \| Amistoso \| \| 2. \| 13 de junio de 2017 \| Harrison \| El Salvador \| 3-0 \| Victoria \| Amistoso \| \| 3. \| 26 de julio de 2017 \| Guayaquil \| Trinidad y Tobago \| 3-1 \| Victoria \| Amistoso \| \| 4. \| 31 de agosto de 2017 \| Porto Alegre \| Brasil \| 0-2 \| Derrota \| Eliminatorias al Mundial Rusia 2018 \| \| 5. \| 5 de septiembre de 2017 \| Quito \| Perú \| 1-2 \| Derrota \| Eliminatorias al Mundial Rusia 2018 \| \| 6. \| 10 de octubre de 2017 \| Quito \| Argentina \| 1-3 \| Derrota \| Eliminatorias al Mundial Rusia 2018 \| \| 7. \| 1 de junio de 2019 \| Miami Gardens \| Venezuela \| 1-1 \| Empate \| Amistoso \| \| 8. \| 9 de junio de 2019 \| Arlington \| México \| 2-3 \| Derrota \| Amistoso \| \| 9. \| 16 de junio de 2019 \| Belo Horizonte \| Uruguay \| 0-4 \| Derrota \| Copa América 2019 \| \| 10. \| 21 de junio de 2019 \| Salvador \| Chile \| 1-2 \| Derrota \| Copa América 2019 \| \| 11. \| 24 de junio de 2019 \| Belo Horizonte \| Japón \| 1-1 \| Empate \| Copa América 2019 \| |                         |                |                   |           |           |                                     |
| N.° | Fecha                   | Ciudad         | Rival             | Resultado | Resultado | Competencia                         |
| 1. | 8 de junio de 2017      | Boca Ratón     | Venezuela         | 1-1       | Empate    | Amistoso                            |
| 2. | 13 de junio de 2017     | Harrison       | El Salvador       | 3-0       | Victoria  | Amistoso                            |
| 3. | 26 de julio de 2017     | Guayaquil      | Trinidad y Tobago | 3-1       | Victoria  | Amistoso                            |
| 4. | 31 de agosto de 2017    | Porto Alegre   | Brasil            | 0-2       | Derrota   | Eliminatorias al Mundial Rusia 2018 |
| 5. | 5 de septiembre de 2017 | Quito          | Perú              | 1-2       | Derrota   | Eliminatorias al Mundial Rusia 2018 |
| 6. | 10 de octubre de 2017   | Quito          | Argentina         | 1-3       | Derrota   | Eliminatorias al Mundial Rusia 2018 |
| 7. | 1 de junio de 2019      | Miami Gardens  | Venezuela         | 1-1       | Empate    | Amistoso                            |
| 8. | 9 de junio de 2019      | Arlington      | México            | 2-3       | Derrota   | Amistoso                            |
| 9. | 16 de junio de 2019     | Belo Horizonte | Uruguay           | 0-4       | Derrota   | Copa América 2019                   |
| 10. | 21 de junio de 2019     | Salvador       | Chile             | 1-2       | Derrota   | Copa América 2019                   |
| 11. | 24 de junio de 2019     | Belo Horizonte | Japón             | 1-1       | Empate    | Copa América 2019                   |

## Clubes
Actualizado al último partido disputado el 16 de agosto de 2025.
| Club            | País          | Año           | Partidos | Goles |
| --------------- | ------------- | ------------- | -------- | ----- |
| Deportivo Quito | Ecuador       | 2009-2012     | 91       | 1     |
| Barcelona       | Ecuador       | 2013-2023     | 306      | 16    |
| Orense          | Ecuador       | 2024-act.     | 54       | 1     |
| Total carrera   | Total carrera | Total carrera | 451      | 18    |

## Palmarés

### Campeonatos nacionales
| Título             | Club            | País    | Año  |
| ------------------ | --------------- | ------- | ---- |
| Serie A de Ecuador | Deportivo Quito | Ecuador | 2011 |
| Serie A de Ecuador | Barcelona       | Ecuador | 2016 |
| Serie A de Ecuador | Barcelona       | Ecuador | 2020 |

### Distinciones individuales
| Distinción                                            | Año  |
| ----------------------------------------------------- | ---- |
| Incluido en el 11 ideal de la Copa Pilsener           | 2014 |
| Incluido en el 11 ideal de la Copa Banco del Pacífico | 2016 |
| Incluido en el 11 ideal de la Copa Banco del Pacífico | 2017 |
| Mejor lateral derecho de la LigaPro Serie A           | 2024 |
| Incluido en el 11 ideal de la LigaPro Serie A         | 2024 |